# Club Teniente Ruiz
El Club Teniente Ruiz fue un club del Distrito de La Victoria de la Provincia de Lima, Departamento de Lima, Perú. El club logró ascender a la primera división para el año 1926. El nombre del equipo se debe al héroe patrio Teniente Coronel Pedro Ruiz Gallo.  

## Historia
En sus inicios, el Club Teniente Ruiz fue fundado en 1914, en el Distrito de La Victoria. Solía pactar encuentros con otros equipos de fútbol contemporáneos limeños de la época. Años después, se afilia em la Liga Peruana de Fútbol, en la Segunda División del Perú (también denominada División Intermedia) de 1922. La primera división  estaba destactivada desde 1922 al 1925, pero en cambio la segunda división se mantenía operando. El Teniente Ruiz, fue un cuadro muy poderoso en esa liga. El Club Teniente Ruiz obtuvo el campeonato de la Segunda División del Perú en 1925.
Para 1926, participó en la Primera División del Perú en donde descendió el mismo año y regresó a la Segunda División del Perú de 1927. Desde entonces no retornó a la máxima categoría. El nombre del club se debe en homenaje al héroe patrio Teniente Coronel Pedro Ruiz Gallo. 
De este club surgió el máximo ídolo del club Alianza Lima, el gran Alejandro Villanueva.

## Jugadores
- Alejandro Villanueva
- Alberto Soria Ortega
- Demetrio Neyra

## Torneos nacionales
- Segunda División del Perú (1): 1925.
- Tercera División del Perú (1): 1918.

## Enlace
- Clubes de Lima
- Campeonato Peruano 1926
- Alejandro Villanueva
- Alberto Soria

- Datos: Q5774861